# Германобалтийская демократическая партия
Германобалтийская демократическая партия (нем. Deutsch-baltische Demokratische Partei, сокр. DbDP) — политическая партия балтийских немцев в Российской империи и позже в Латвии, существовавшая с 1917 по 1934 год. Являлась старейшей немецко-балтийской партией в Латвии.

## История
Партия была основана весной 1917 года, и её первоначальное название до августа 1917 года, когда Рига была оккупирована немецкими войсками, было Партия российских граждан немецкой национальности. Партия прекратила свою деятельность после того, как Рига была захвачена немцами, но возобновила свою деятельность в ноябре 1918 года. Партия представляла интересы немецких граждан, мещан, дворян, духовенства и интеллигенции. 
Партия признала Латвийское государство и принимала участие в работе Народного совета и Временного правительства Латвии. Также была представлена в Учредительном собрании Латвии и во всех избранных Сеймах до 1934 года. В Сейме партия входила в состав немецко-балтийской фракции, которую возглавлял Пауль Шиман, председатель немецко-балтийской демократической партии до октября 1933 года. 
После государственного переворота Карла Ульманиса партия была вынуждена прекратить существование.